# Premi Ariel a la millor direcció
El Premi Ariel a la Millor Direcció és un premi atorgat anualment per la Acadèmia Mexicana d'Arts i Ciències Cinematogràfiques (AMACC). S'atorga en honor de la pel·lícula mexicana més destacada de l'any.
És lliurat als directors de les pel·lícules. En la primera cerimònia, celebrada en 1947 reconeixent potser de 1946, el primer guardonat fou Roberto Gavaldón per La barraca. L'actual guanyador és Fernando Frías de la Parra, director de Ya no estoy aquí.

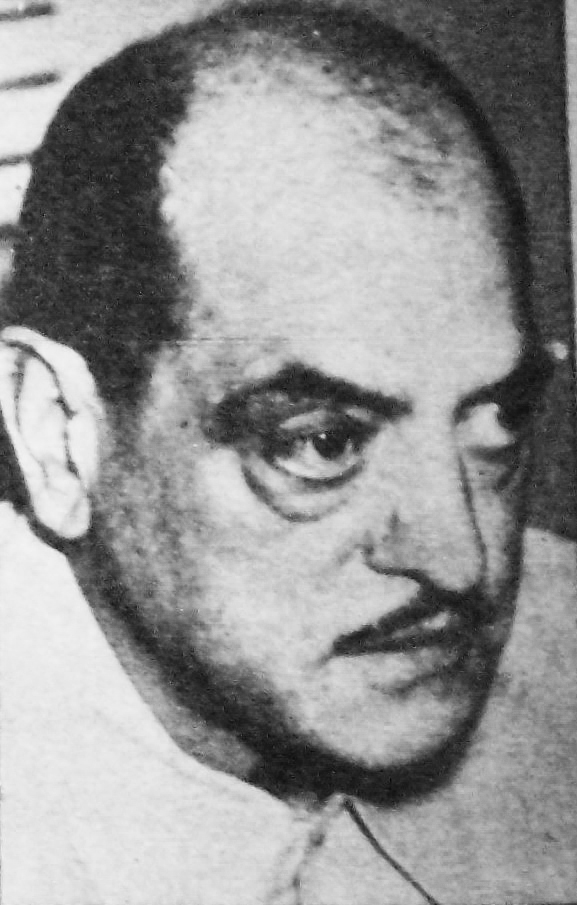
Luis Buñuel el va guanyar dos cops amb Los olvidados (1951) i Robinson Crusoe (1956).

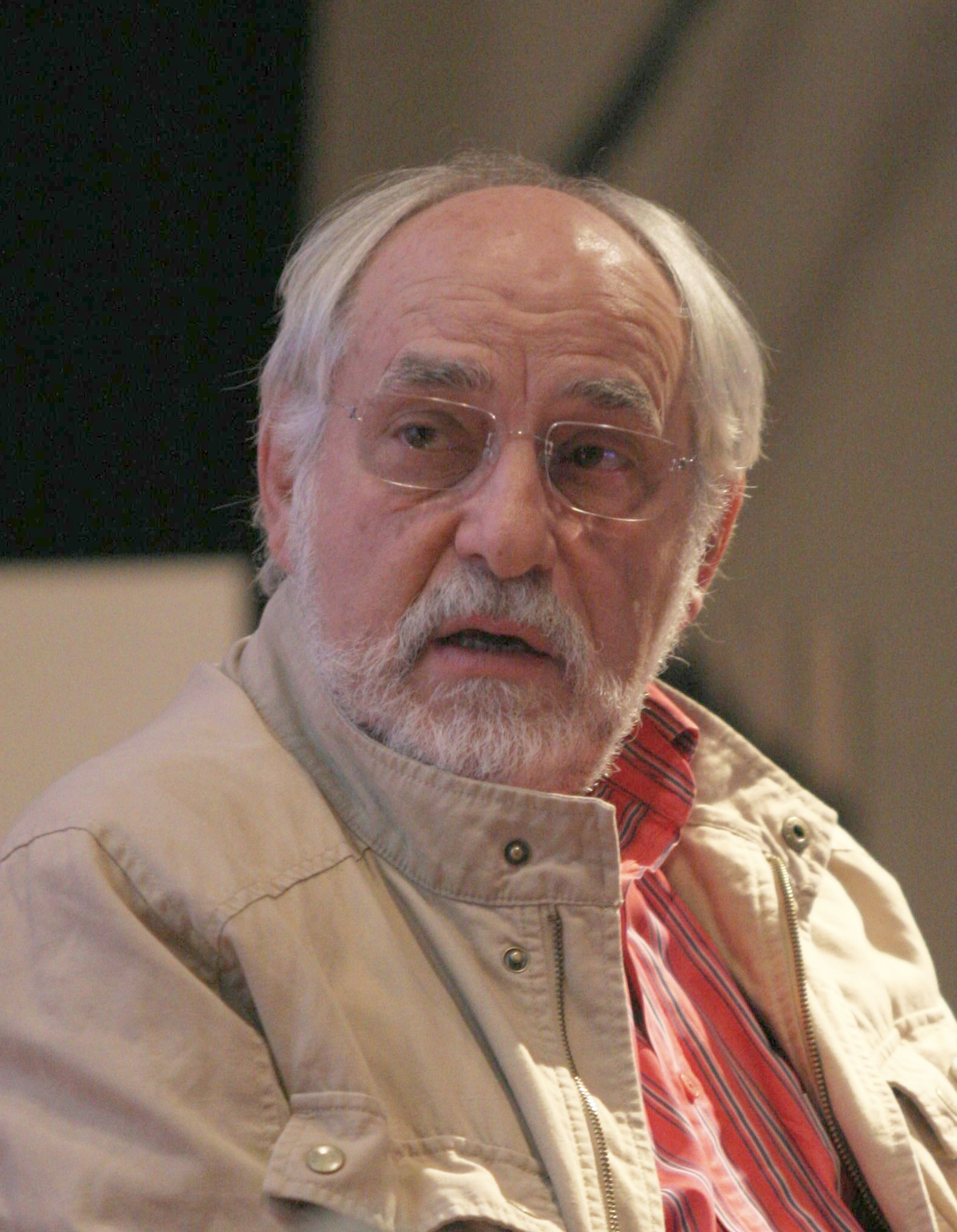
Arturo Ripstein ha rebut el premi dos cops amb Cadena Perpetua (1979) i El imperio de la fortuna (1987).

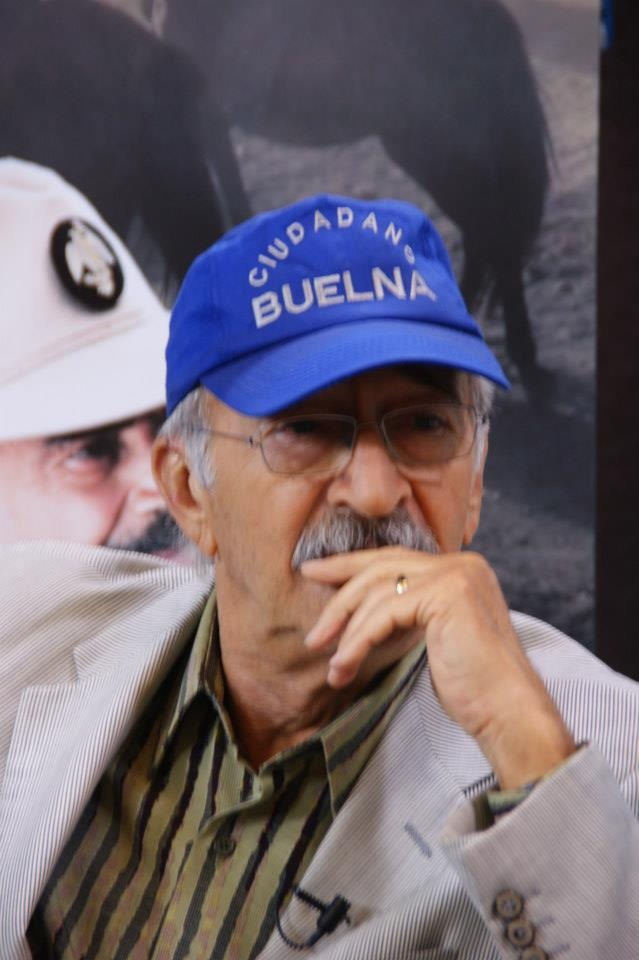
Felipe Cazals el va guanyar tres cops, amb El año de la peste (1980), Bajo la metralla (1984) i Las vueltas del citrillo (2006).

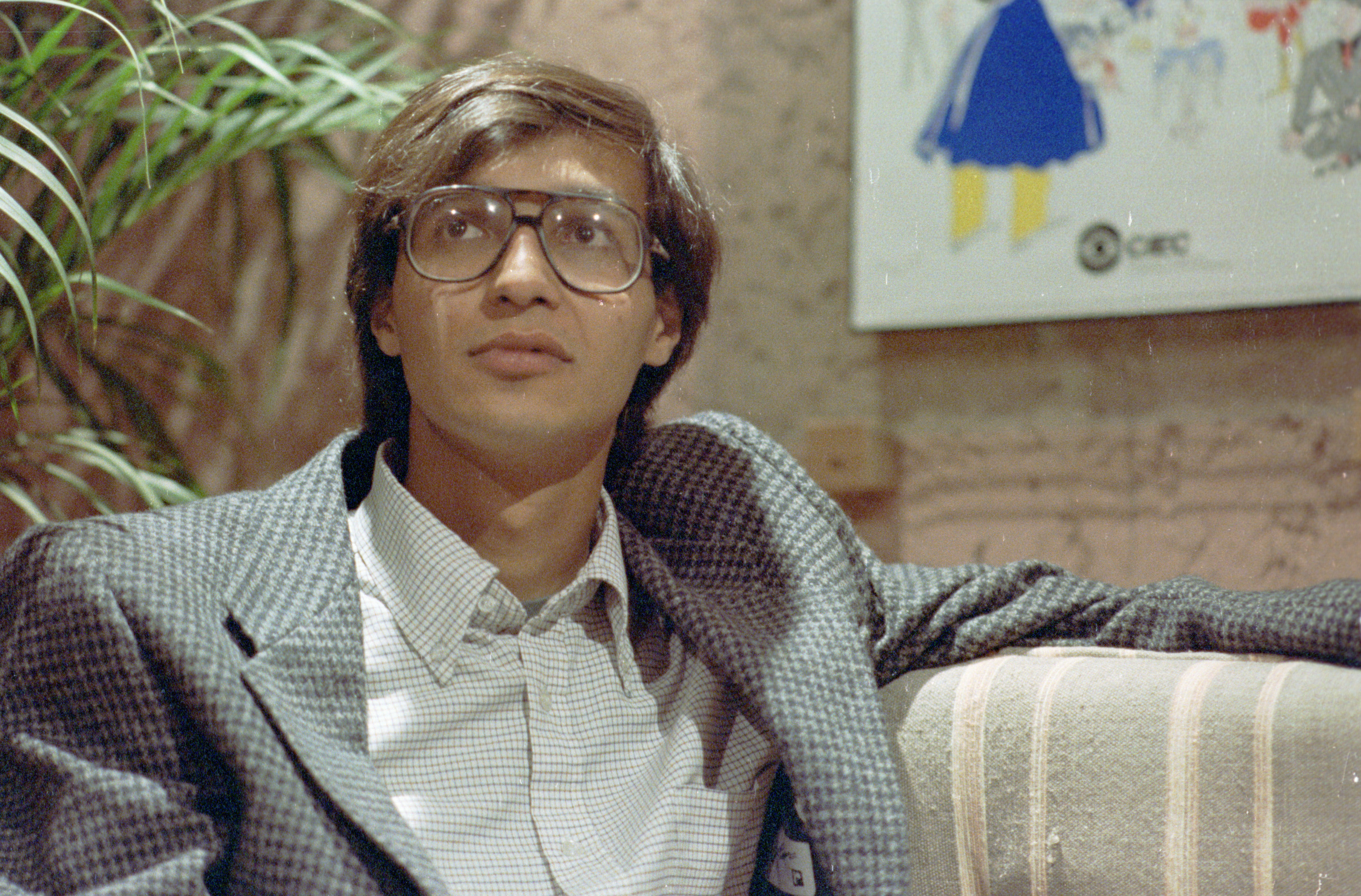
Carlos Carrera l’ha guanyat quatre cops, i juntament amb Emilio "El Indio" Fernández és qui més vegades l’ha guanyuat.

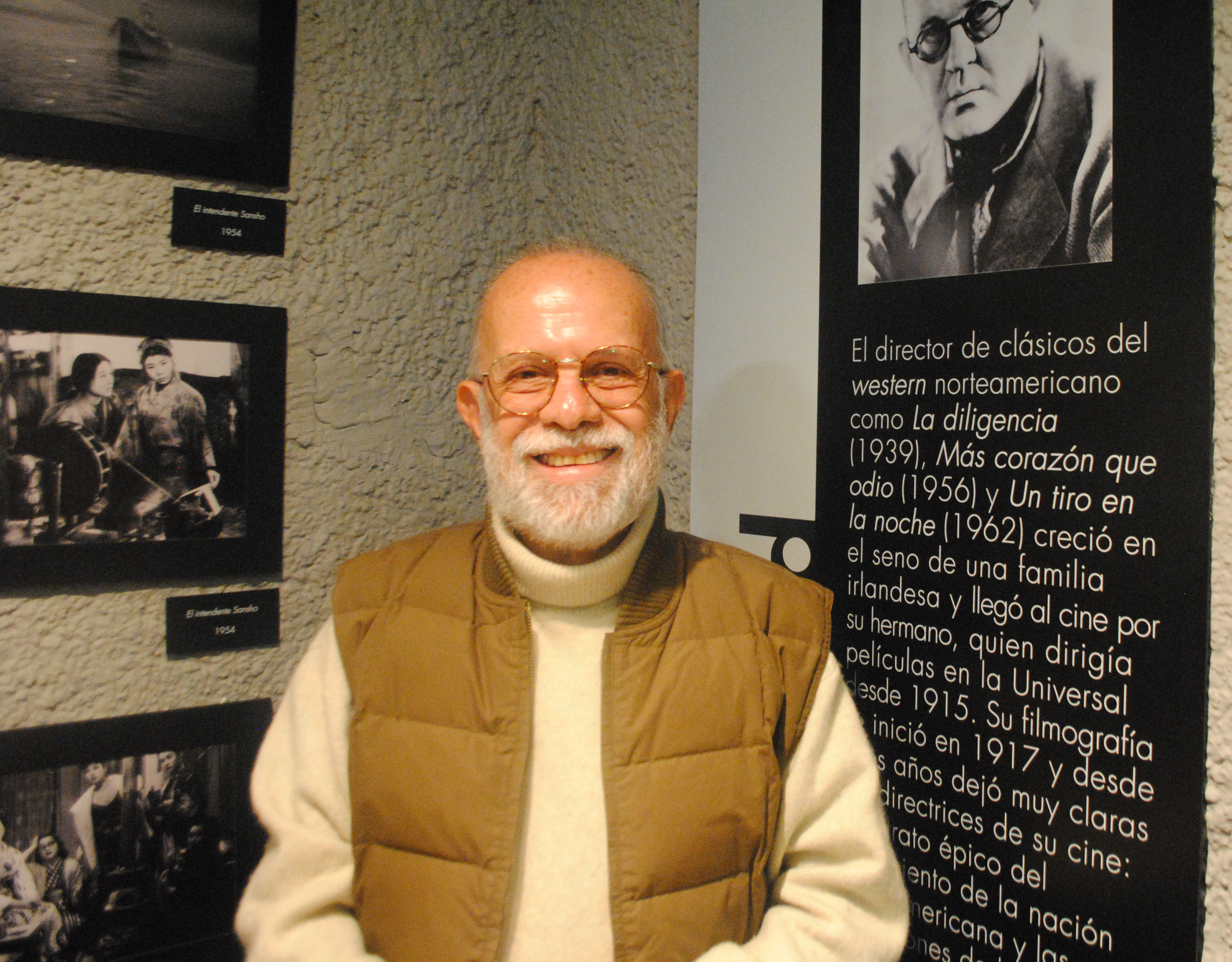
Jaime Humberto Hermosillo ha estat nominada cinc cops, i en va guanyar dos per La pasión según Berenice (1977) i Naufragio (1978).

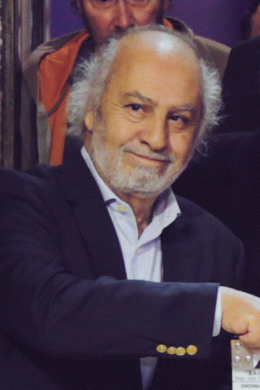
Miguel Littín va guanyar amb Actas de Marusia (1976).

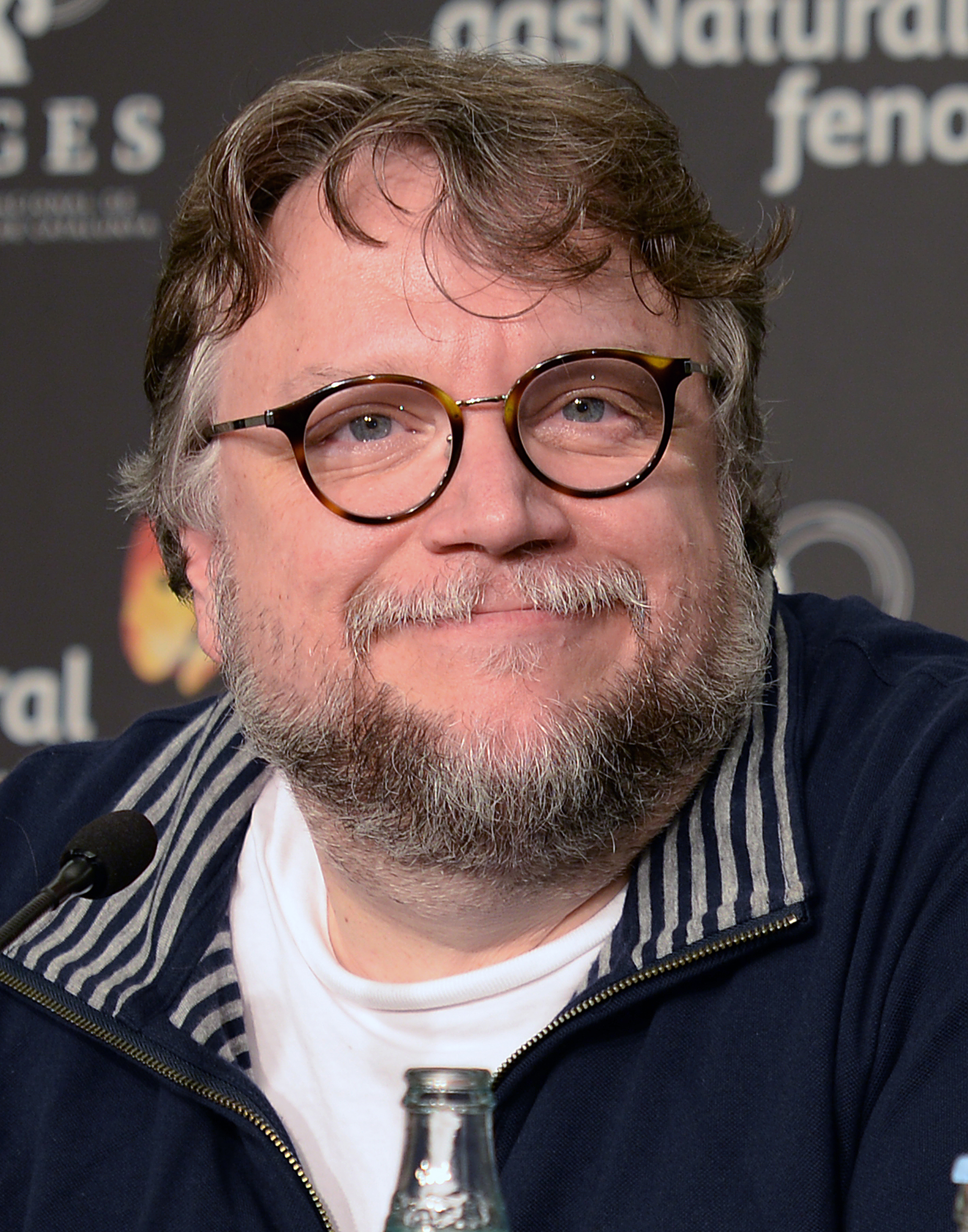
Guillermo del Toro va guanyar dos cops, amb Cronos (1993) i El laberinto del fauno (2007).

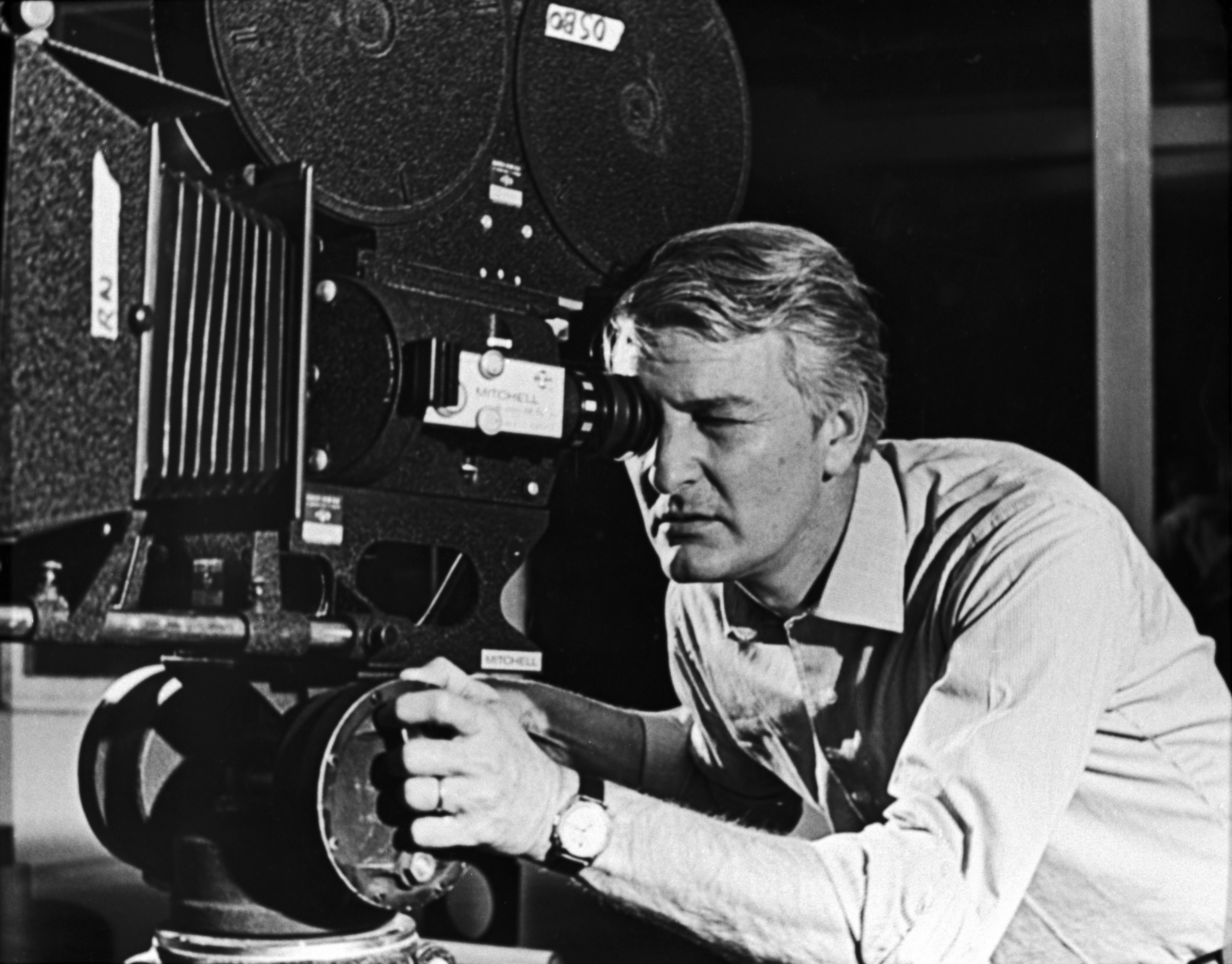
Alberto Isaac va guanyar amb Mariana, Mariana (1988).

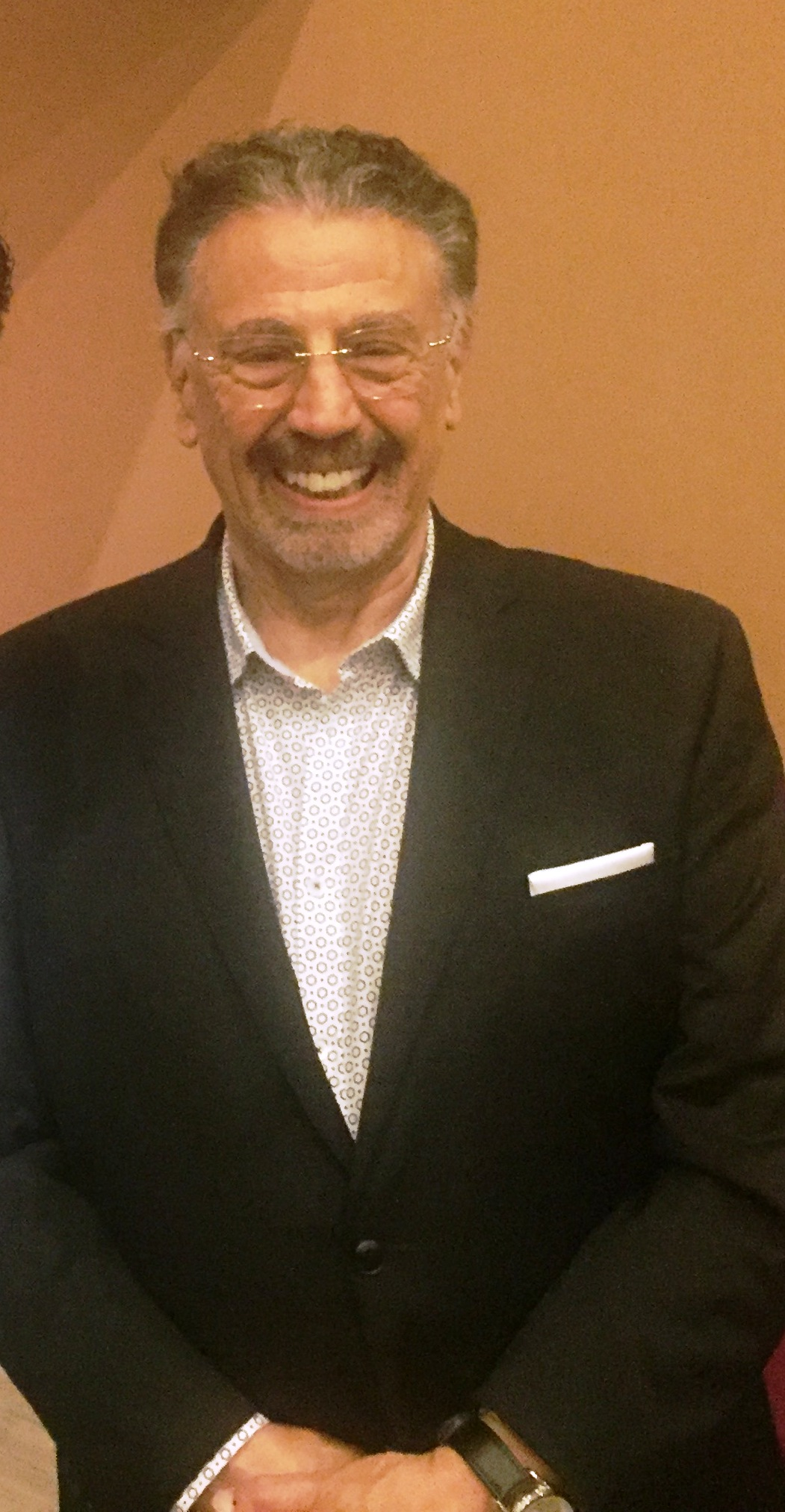
Alfonso Arau fou nominat dos cops i en guanyà un el 1992 amb Como agua para chocolate.

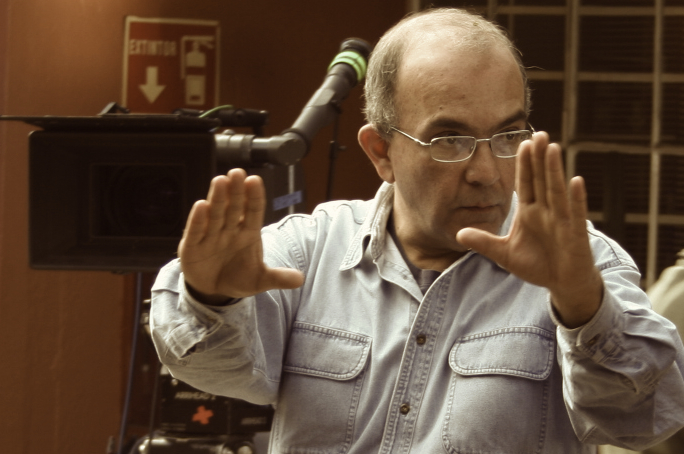
Rafael Montero va guanyar per Cilantro y Perejil (1997).

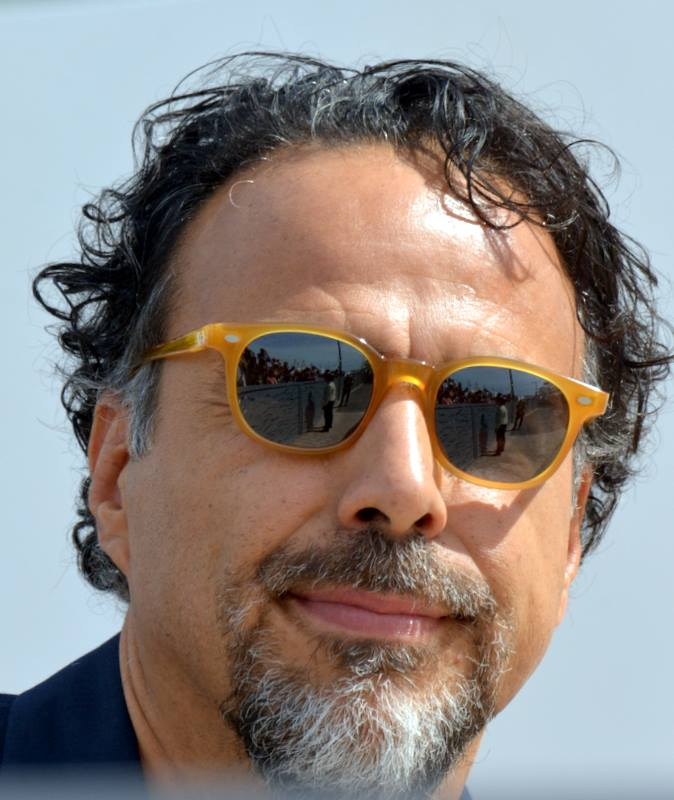
Alejandro G. Iñárritu va guanyar per Amores perros el 2001.

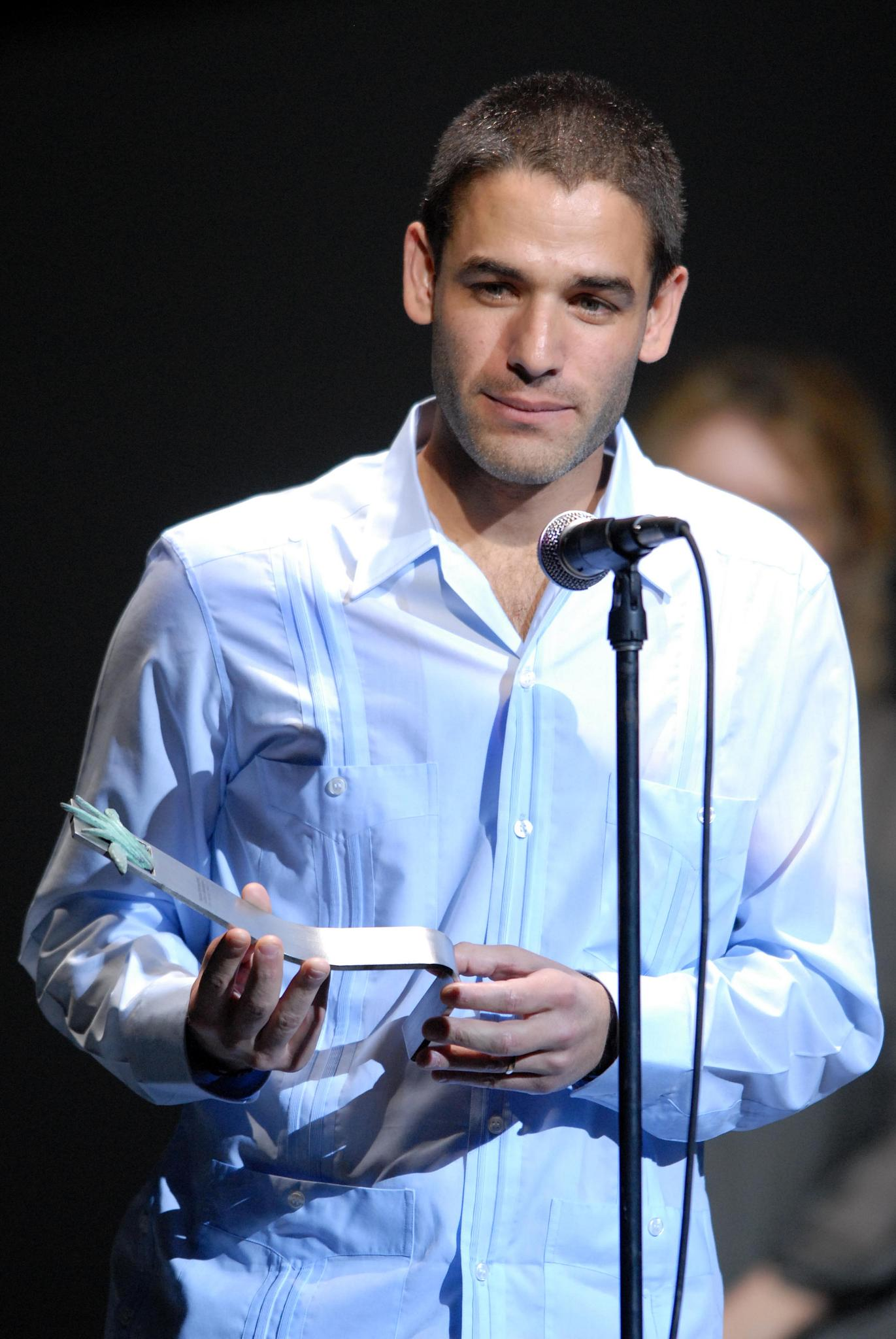
Fernando Eimbcke va rebre el premi dos cops amb Temporada de patos (2005) i Lake Tahoe (2009).

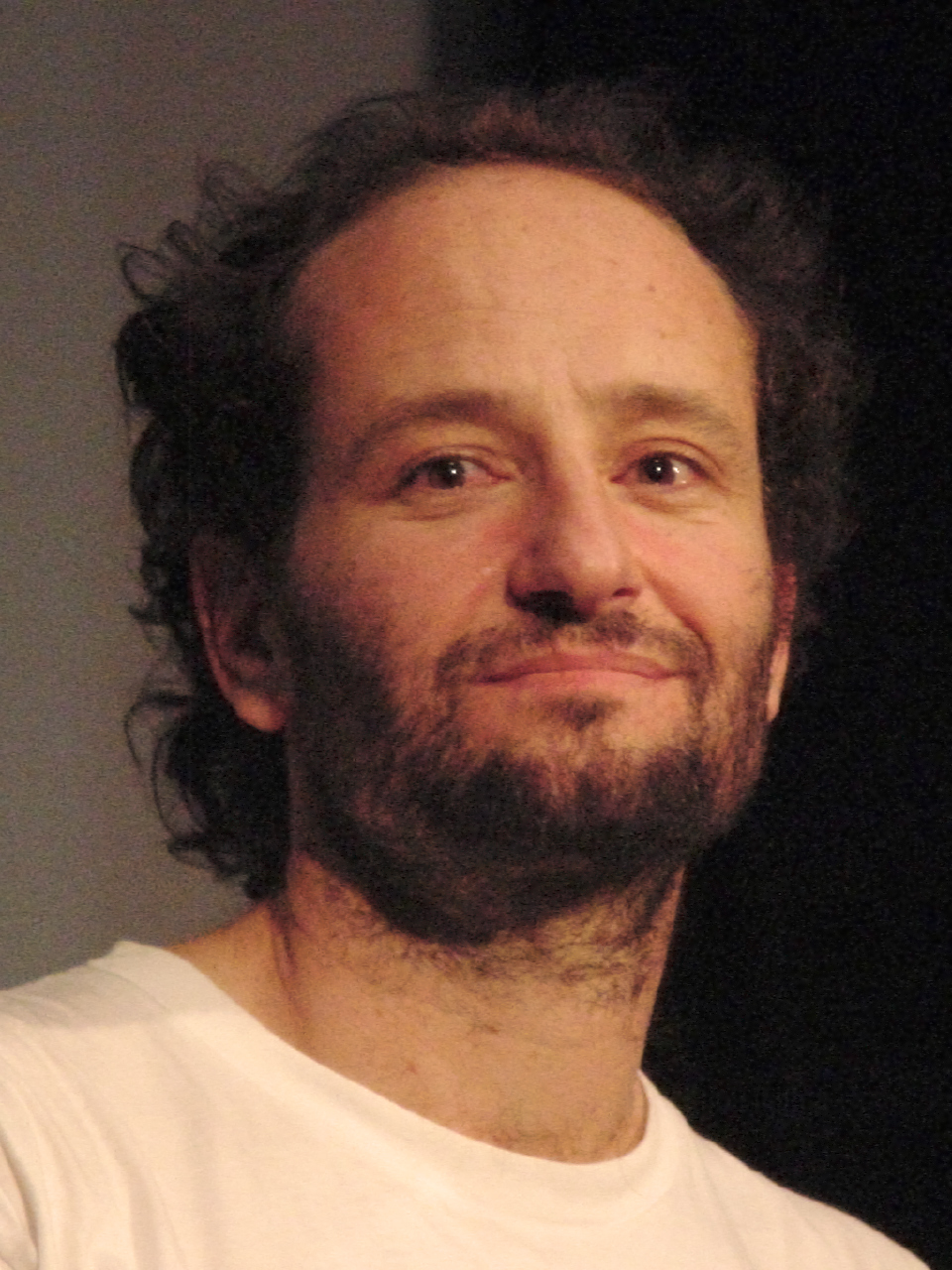
Carlos Reygadas va rebre el premi per Luz silenciosa el 2008.

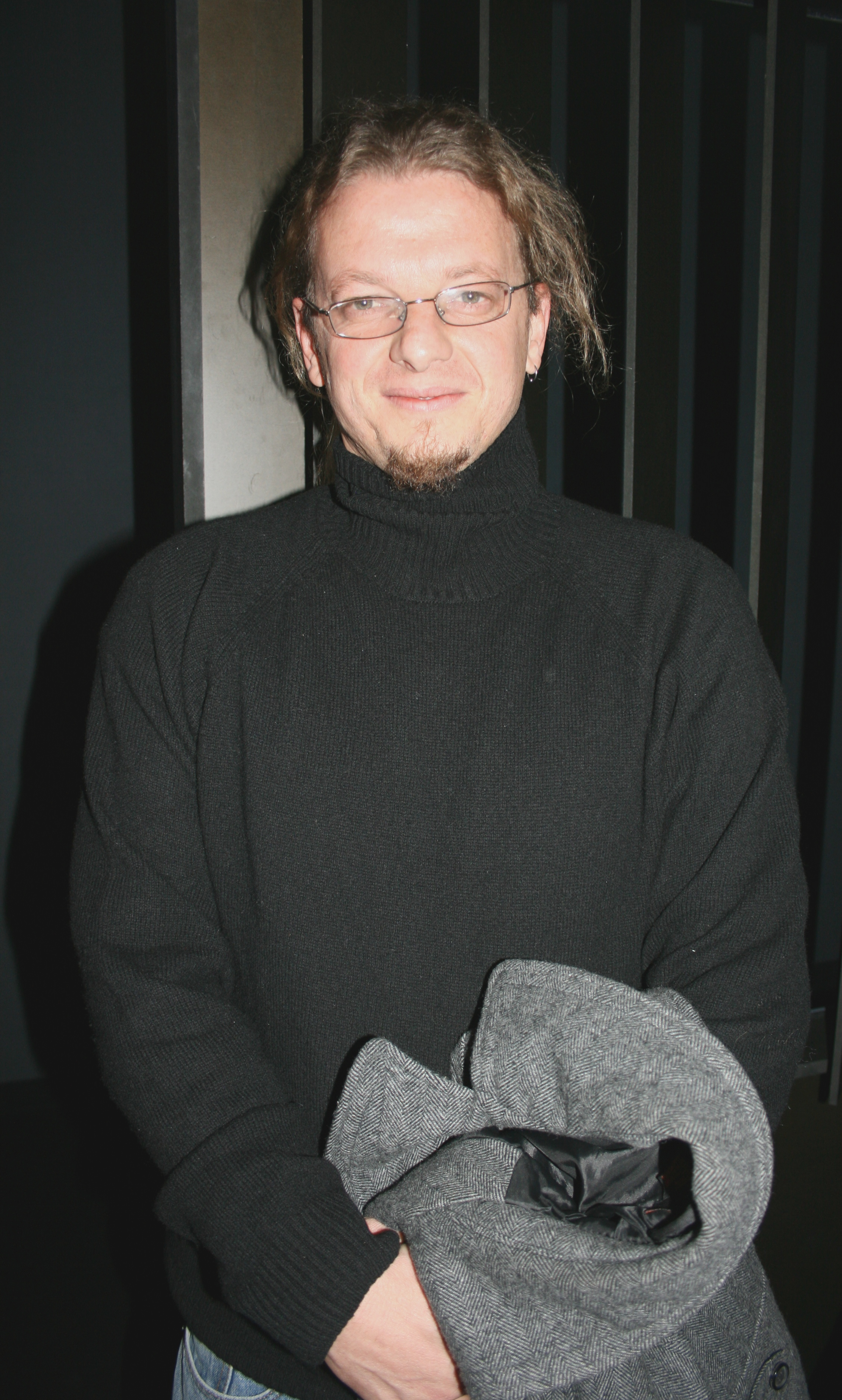
Rodrigo Plá ha estat nominat dos cops, i va guanyar per La demora el 2013.

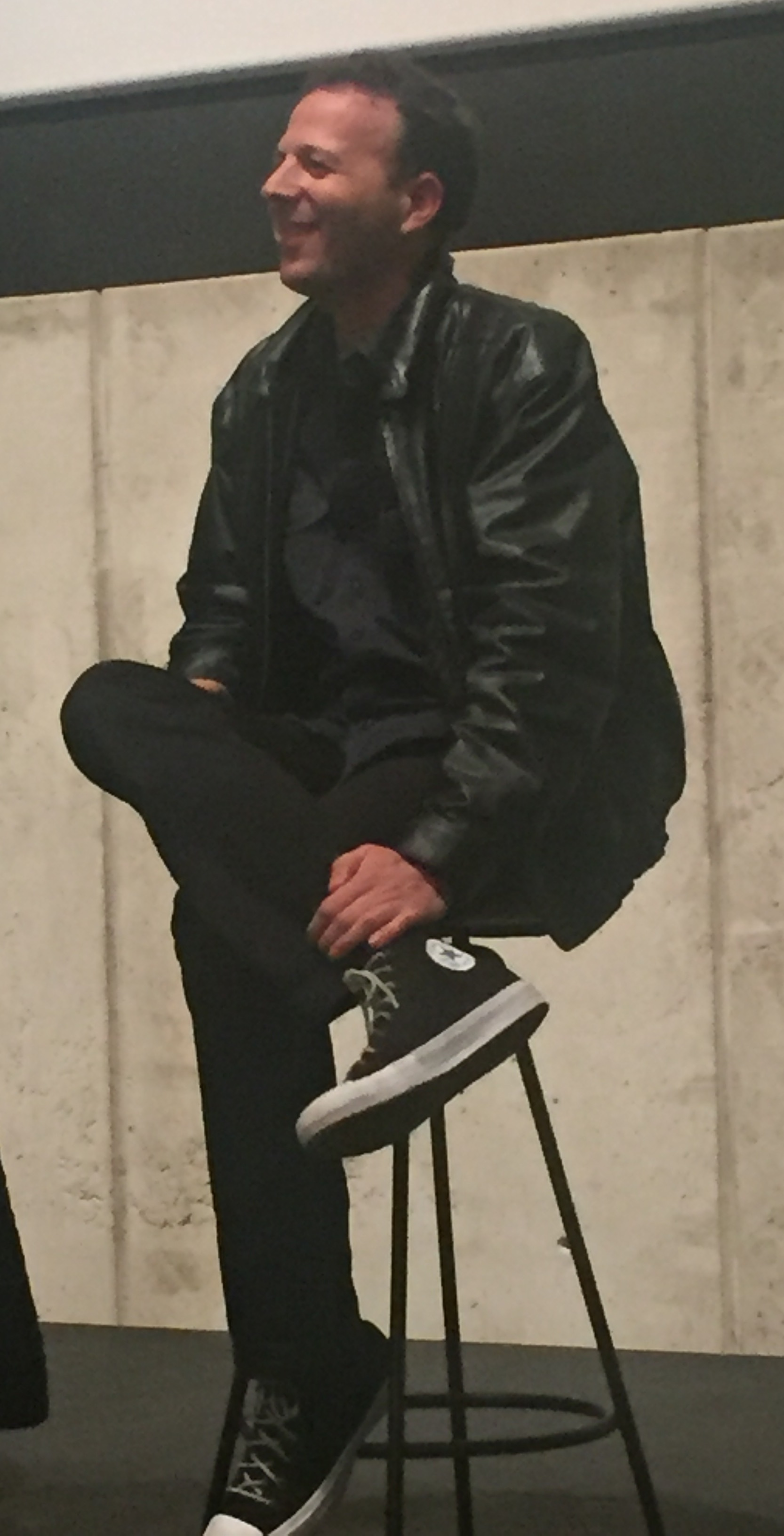
Amat Escalante va rebre el premi dos cops per Heli i La región salvaje.

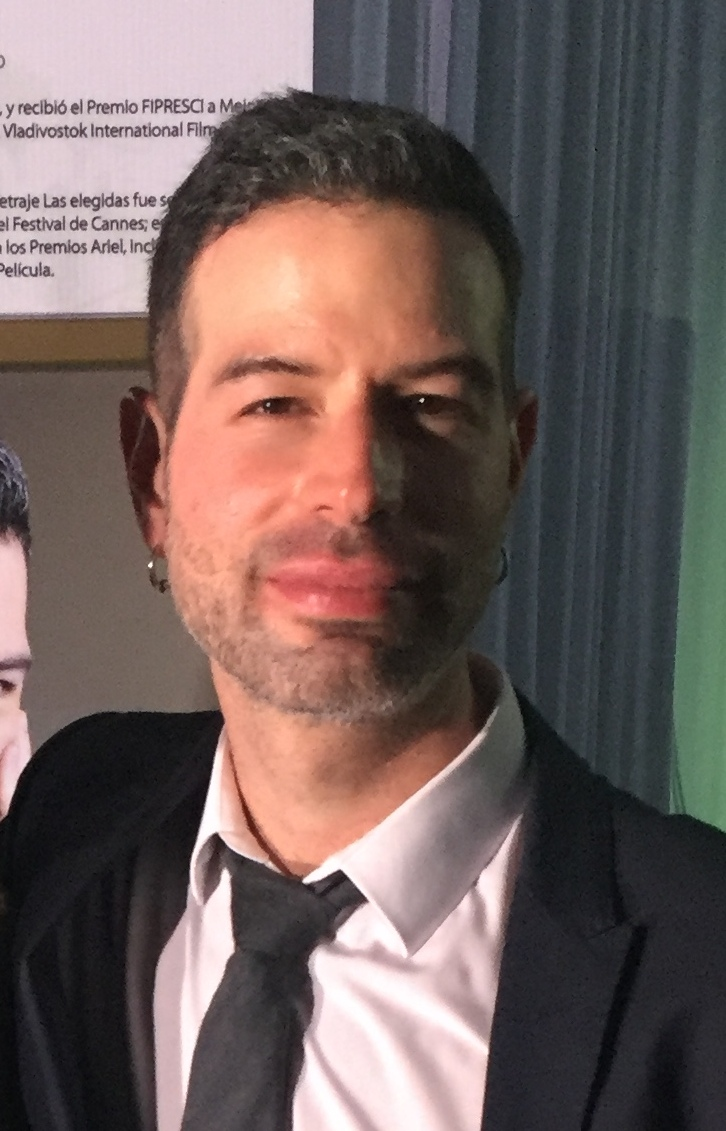
David Pablos va guanyar el premi per Las elegidas el 2016.

## Guardonats per any

### Època d'or del cinema mexicà
| Any                      | Director                         | Pel·lícula |
| ------------------------ | -------------------------------- | ---------- |
| 1946                     |                                  |            |
| Roberto Gavaldón         | La barraca                       |            |
| Julio Bracho             | Crepúsculo                       |            |
| Emilio "Indio" Fernández | Las abandonadas                  |            |
| 1947                     |                                  |            |
| Emilio "Indio" Fernández | Enamorada                        |            |
| Julio Bracho             | Cantaclaro                       |            |
| Roberto Gavaldón         | La otra                          |            |
| 1948                     |                                  |            |
| Emilio "Indio" Fernández | La perla                         |            |
| Antonio Momplet          | El buen mozo                     |            |
| Miguel Zacarías          | Soledad                          |            |
| 1949                     |                                  |            |
| Emilio "Indio" Fernández | Río Escondido                    |            |
| Julio Bracho             | Rosenda                          |            |
| Ismael Rodríguez         | Los tres huastecos               |            |
| 1950                     |                                  |            |
| Alejandro Galindo        | Una familia de tantas            |            |
| Emilio "Indio" Fernández | Pueblerina                       |            |
| Miguel Zacarías          | El dolor de los hijos            |            |
| 1951                     |                                  |            |
| Luis Buñuel              | Los olvidados                    |            |
| Alfredo B. Crevenna      | Otra primavera                   |            |
| Roberto Gavaldón         | La casa chica                    |            |
| 1952                     |                                  |            |
| Roberto Gavaldón         | En la palma de tu mano           |            |
| Julio Bracho             | Paraíso robado                   |            |
| Alejandro Galindo        | Doña Perfecta                    |            |
| 1953                     |                                  |            |
| Roberto Gavaldón         | El rebozo de Soledad             |            |
| Alfredo B. Crevenna      | Mi esposa y la otra              |            |
| Luis Buñuel              | Subida al cielo                  |            |
| 1954                     |                                  |            |
| Roberto Gavaldón         | El niño y la niebla              |            |
| Emilio Gómez Muriel      | Un divorcio                      |            |
| Ismael Rodríguez         | Pepe El Toro                     |            |
| 1955                     |                                  |            |
| Alejandro Galindo        | Los Fernández de Peralvillo      |            |
| Alfredo B. Crevenna      | Orquídeas para mi esposa         |            |
| Roberto Gabaldón         | Sombra verde                     |            |
| 1956                     |                                  |            |
| Luis Buñuel              | Robinson Crusoe                  |            |
| Alfredo B. Crevenna      | Una mujer en la calle            |            |
| Luis Buñuel              | Ensayo de un crimen              |            |
| 1957                     |                                  |            |
| Alfonso Corona Blake     | El camino de la vida             |            |
| Roberto Gavaldón         | La escondida                     |            |
| Emilio Gómez Muriel      | ¿Con quién andan nuestras hijas? |            |
| 1958                     |                                  |            |
| Tito Davison             | La dulce enemiga                 |            |
| Rogelio A. González      | La culta dama                    |            |
| Tulio Demicheli          | Feliz año, amor mío              |            |

### Dècada del 1970
| Any                        | Director                      | Pel·lícula |
| -------------------------- | ----------------------------- | ---------- |
| 1972                       |                               |            |
| Jorge Fons                 | Tú, yo, nosotros              |            |
| Alfonso Arau               | El águila descalza            |            |
| Salomón Láiter             | Las puertas del paraíso       |            |
| 1973                       |                               |            |
| Luis Alcoriza              | Mecánica nacional             |            |
| Paul Leduc                 | Reed, México insurgente       |            |
| Arturo Ripstein            | El castillo de la pureza      |            |
| 1974                       |                               |            |
| Gonzalo Martínez Ortega    | El principio                  |            |
| Jorge Fons                 | Fe, esperanza y caridad       |            |
| Alfredo Joskowicz          | El cambio                     |            |
| 1975                       |                               |            |
| Emilio "Indio" Fernández   | La choca                      |            |
| Luis Alcoriza              | Presagio                      |            |
| Juan Manuel Torres         | La otra virginidad            |            |
| 1976                       |                               |            |
| Miguel Littín              | Actas de Marusia              |            |
| Felipe Cazals              | Canoa                         |            |
| Marcela Fernández Violante | De todos modos Juan te llamas |            |
| 1977                       |                               |            |
| Jaime Humberto Hermosillo  | La pasión según Berenice      |            |
| Alberto Isaac              | Cuartelazo                    |            |
| Gonzalo Martínez Ortega    | Longitud de guerra            |            |
| 1978                       |                               |            |
| Jaime Humberto Hermosillo  | Naufragio                     |            |
| Julián Pastor              | Los pequeños privilegios      |            |
| Arturo Ripstein            | El lugar sin límites          |            |
| 1979                       |                               |            |
| Arturo Ripstein            | Cadena perpetua               |            |
| Jaime Humberto Hermosillo  | Amor libre                    |            |
| Miguel Littín              | El recurso del método         |            |

### Dècada de 1980
| Any                        | Director                                              | Pel·lícula |
| -------------------------- | ----------------------------------------------------- | ---------- |
| 1980                       |                                                       |            |
| Felipe Cazals              | El año de la peste                                    |            |
| Raúl Araiza                | Fuego en el mar                                       |            |
| Sergio Olhovich            | El infierno de todos tan temido                       |            |
| 1981                       |                                                       |            |
| Servando González          | Las grandes aguas                                     |            |
| Marcela Fernández Violante | Misterio                                              |            |
| Julián Pastor              | Morir de madrugada                                    |            |
| 1982                       |                                                       |            |
| Raúl Kamffer               | Ora sí ¡tenemos que ganar!                            |            |
| Alfredo Gurrola            | Llámenme Mike                                         |            |
| Mario Hernández            | Noche de carnaval                                     |            |
| 1983                       |                                                       |            |
| José Estrada               | La pachanga                                           |            |
| Alfredo Gurrola            | Días de combate                                       |            |
| Alberto Isaac              | Tiempo de lobos                                       |            |
| 1984                       |                                                       |            |
| Felipe Cazals              | Bajo la metralla                                      |            |
| Arturo Ripstein            | La viuda negra                                        |            |
| Ariel Zúñiga               | El diablo y la dama                                   |            |
| 1985                       |                                                       |            |
| Paul Leduc                 | Frida, naturaleza viva                                |            |
| Juan Antonio de la Riva    | Vidas errantes                                        |            |
| Gerardo Pardo              | De veras me atrapaste                                 |            |
| 1986                       |                                                       |            |
| Carlos Enrique Taboada     | Veneno para las hadas                                 |            |
| Felipe Cazals              | Los motivos de Luz                                    |            |
| Alfredo Gurrola            | El escuadrón de la muerte                             |            |
| 1987                       |                                                       |            |
| Arturo Ripstein            | El imperio de la fortuna                              |            |
| Alberto Cortés             | Amor a la vuelta de la esquina                        |            |
| Diego López Rivera         | Crónica de familia                                    |            |
| 1988                       |                                                       |            |
| Alberto Isaac              | Mariana, Mariana                                      |            |
| Luis Alcoriza              | Lo que importa es vivir                               |            |
| Alejandro Pelayo           | Días difíciles                                        |            |
| 1989                       |                                                       |            |
| Sergio Olhovich            | Esperanza                                             |            |
| Fernando Pérez Gavilán     | Intriga contra México ¿Nos traicionará el presidente? |            |
| Sergio Véjar               | La jaula oro                                          |            |

### Dècada del 1990
| Any                       | Director                              | Pel·lícula |
| ------------------------- | ------------------------------------- | ---------- |
| 1990                      |                                       |            |
| Diego López Rivera        | Goitia, un dios para sí mismo         |            |
| Gilberto Gazcón           | Rosa de dos aromas                    |            |
| Alfonso Rosas Priego      | El homicida                           |            |
| 1991                      |                                       |            |
| Jorge Fons                | Rojo amanecer                         |            |
| Juan Antonio de la Riva   | Pueblo de madera                      |            |
| 1992                      |                                       |            |
| Alfonso Arau              | Como agua para chocolate              |            |
| Carlos Carrera            | La mujer de Benjamín                  |            |
| María Novaro              | Danzón                                |            |
| 1993                      |                                       |            |
| Guillermo del Toro        | Cronos                                |            |
| Rubén Gámez               | Tequila                               |            |
| Dana Rotberg              | Ángel de fuego                        |            |
| 1994                      |                                       |            |
| José Luis García Agraz    | Desiertos mares                       |            |
| Francisco Athié           | Lolo                                  |            |
| Carlos Carrera            | La vida conyugal                      |            |
| Felipe Cazals             | Kino: la leyenda del padre negro      |            |
| Guita Schyfter            | Novia que te vea                      |            |
| 1995                      |                                       |            |
| Jorge Fons                | El callejón de los milagros           |            |
| María Novaro              | El jardín del edén                    |            |
| Gabriel Retes             | Bienvenido-Welcome                    |            |
| Fernando Sariñana         | Hasta morir                           |            |
| Roberto Sneider           | Dos crímenes                          |            |
| 1996                      |                                       |            |
| Carlos Carrera            | Sin remitente                         |            |
| Óscar Blancarte           | Dulces compañías                      |            |
| José Luis García Agraz    | Salón México                          |            |
| Daniel Gruener            | Sobrenatural                          |            |
| Alberto Isaac             | Mujeres insumisas                     |            |
| 1997                      |                                       |            |
| Rafael Montero            | Cilantro y perejil                    |            |
| Benjamín Cann             | De muerte natural                     |            |
| Marco Julio Linares       | Juego limpio                          |            |
| 1998                      |                                       |            |
| Juan Pablo Villaseñor     | Por si no te vuelvo a ver             |            |
| Juan Antonio de la Riva   | Elisa antes del fin del mundo         |            |
| Jaime Humberto Hermosillo | De noche vienes, Esmeralda            |            |
| 1999                      |                                       |            |
| Carlos Carrera            | Un embrujo                            |            |
| Carlos Bolado             | Bajo California: El límite del tiempo |            |
| Arturo Ripstein           | El evangelio de las maravillas        |            |

## 2020
2020 LXII
- Fernando Frías de la Parra - Ya no estoy aquí

## 2010
2019 LXI
- Alfonso Cuarón - Roma

2018 LX
- Amat Escalante - La región salvaje

2017 LVIX
- Tatiana Huezo - Tempestad

2016 LVII
- Julio Hernández Cordón - Te prometo anarquía

2015 LVI
- Alonso Ruizpalacios - Güeros

2014 LV
- Amat Escalante - Heli

2013 LIV
- Rodrigo Plá - La demora
- Paula Markovitch - El premio
- Luis Mandoki - La vida precoz y breve de Sabina Rivas
- Matías Meyer - Los últimos cristeros

2012 LIV
- Emilio Portes - Pastorela
- Gerardo Naranjo - Miss bala
- Everardo Gout - Días de gracia

2011 LIII
- Luis Estrada - El Infierno
- Diego Luna - Abel
- Felipe Cazals - Chicogrande

2010 LII
- Carlos Carrera - Backyard, El Traspatio
- Mariana Chenillo - Cinco días sin Nora
- Alberto Cortés - Corazón del tiempo

## 2000
2009 LI
- Fernando Eimbcke - Lake Tahoe

- Eugenio Polgovsky - Los herederos
- Gerardo Naranjo - Voy a explotar

2008 L
- Carlos Reygadas - Luz silenciosa

- Paul Leduc - Cobrador, in God we trust
- Everardo González - Los ladrones viejos

2007 XLIX
- Guillermo del Toro - El laberinto del fauno

- Sebastián Cordero - Crónicas
- Francisco Vargas Quevedo - El violín

 2006 XLVIII 
- Felipe Cazals - Las vueltas del citrillo
- Ignacio Ortiz Cruz - Mezcal
- Ricardo Benet - Noticias lejanas

 2005 XLVII 
- Fernando Eimbcke - Temporada de patos

- José Buil - Manos libres (Nadie te habla)
- Luis Mandoki - Voces inocentes

 2004 XLVI 
- José Luis García Agraz - El misterio del Trinidad

- Carlos Reygadas Castillo - Japón
- Julián Hernández - Mil nubes de paz cercan el cielo, amor jamas acabaras de ser amor

 2003 XLV 
- Carlos Carrera - El crimen del Padre Amaro

- Agustí Villaronga - Aro Tolbukhin, dins la ment de l'assassí
- Lydia Zimmerman - Aro Tolbukhin, dins la ment de l'assassí
- Isaac P. Racine - Aro Tolbukhin, dins la ment de l'assassí
- Jaime Humberto Hermosillo - eXXXorcismos

 2002 XLIV 
- Ignacio Ortiz Cruz - Cuento de hadas para dormir cocodrilos

- Juan Antonio de la Riva - El gavilán de la sierra
- Gerardo Tort - De la calle

 2001 XLIII 
- Alejandro González Iñárritu - Amores perros

- Felipe Cazals - Su Alteza Serenísima
- Maryse Sistach - Perfume de violetas (Nadie te oye)

 2000 XLII 
- Luis Estrada - La ley de Herodes

- Juan Carlos Pérez Rulfo Aparicio - Del olvido al no me acuerdo
- Óscar Urrutia Lazo - Rito terminal